# 잭 도노반
잭 도노반(Jack Donovan, 1974년 10월 23일~)은 여성주의와 동성애 문화에 대한 비판으로 유명한 미국의 작가이다.

## 개요
잭 도노반은 현대사회에서 남성과 여성은 자신의 고유한 정체성을 상실하고 남성은 점차 여성적으로, 여성은 점차 남성적으로 변해가고 있다고 진단하면서, 남성과 남성성의 회복에 대한 여러 가지 저작을 남겼다. 대표적으로는 남자다움(masculinity)에 대한 스스로의 견해를 밝힌 <남자의 길(The Way of Man)> 등이 있다.

## 대표적인 저작
- 남자의 길(The Way of Man,2012)
- 독수리 없는 하늘(Sky Without Eagles,2014)
- 야만인이 되다(Becoming A Barbarian,2016)